# Ciclosporin
Ciclosporin (INN), auch Cyclosporin A, ist ein Arzneistoff aus der Gruppe der Immunsuppressiva, welcher aus den Schlauchpilzen Tolypocladium inflatum und Cylindrocarpon lucidum isoliert wird. Die Substanz ist ein zyklisches Peptid, das aus elf Aminosäuren besteht.
Ciclosporin unterdrückt die Immunabwehr, indem es indirekt das Enzym Calcineurin hemmt, und wird vor allem in der Transplantationsmedizin verwendet, um Abstoßungsreaktionen zu vermeiden. Ciclosporin besitzt eine geringe therapeutische Breite, so dass bei innerlicher Anwendung regelmäßige Blutspiegelkontrollen (therapeutisches drug monitoring) notwendig sind.
Als Entdecker gelten Jean-François Borel und Hartmann Stähelin bei Sandoz in Basel Anfang der 1970er Jahre. Bei einer Transplantation wurde Ciclosporin zum ersten Mal 1978 von Roy Calne an der Cambridge University eingesetzt. Die Verwendung revolutionierte diesen Teilbereich der Medizin, die Überlebenszeit der Patienten stieg deutlich. Wurden Ciclosporin-Präparate den Patienten ursprünglich per Infusion verabreicht, so geschieht dies heute überwiegend in Tablettenform.

## Pharmakologie

### Wirkungsmechanismus
Cyclosporin bindet an das Immunophilin Cyclophilin A (eine Prolyl-cis-trans-Isomerase) und dieser Komplex bindet an das Calcineurin (eine Calcium/Calmodulin-abhängige Phosphatase). Somit wird im Zellplasma die Bindung an NF-AT (Abkürzung für nuclear factor activating T-Cell), ein Gen-regulierendes Protein, blockiert. In aktivierten T-Zellen ist Calcineurin für die Dephosphorylierung von NF-AT verantwortlich. Daraufhin kann NF-AT in den Zellkern transloziert werden und dort das Ablesen von Genen zahlreicher Zytokine und Zelloberflächenrezeptoren (u. a. Interleukin-2 und γ-Interferon) aktivieren. Durch die Calcineurin-Inhibition wird also die Ausschüttung immunstimulierender Stoffe und somit die Aktivierung und Vermehrung von Lymphozyten gehemmt. Auf diese Weise wirkt es als Immunsuppressivum.

### Anwendungsgebiete
Ciclosporin enthaltende Medikamente werden bei Colitis ulcerosa, Morbus Crohn, Glomerulonephritis, Hauterkrankungen (insbesondere schwere, therapieresistente Formen der atopischen Dermatitis und Psoriasis) sowie chronischen Entzündungszuständen der Bindehaut und der Cornea (Ciclosporin-A Augentropfen nach NRF 15.21) angewendet.
Es wird auch gegen Alopecia areata eingesetzt, in Kombination mit Methylprednisolon mit sehr hohem Behandlungserfolg.
In der Tiermedizin wird es gelegentlich bei der atopischen Dermatitis des Hundes und bei chronischer Stomatitis der Katze eingesetzt.
Bei der Behandlung von Tumoren verhindert es zusammen mit Verapamil den Transport von bestimmten Tumorchemotherapeutika aus der Zelle durch das Multidrug-Resistance-Protein 1.
Außerdem wird Cyclosporin A nach Transplantationen verabreicht, um Abstoßungsreaktionen zu vermeiden. Durch die Entdeckung dieser Wirkung, worauf Cyclosporin 1978 von Roy Calne erstmals als Immunsuppressivum im Rahmen einer Transplantation eingesetzt wurde, konnten  Abwehrreaktionen wirksam reduziert werden und die Anzahl der Herztransplantationen nahm seit 1981 stetig zu. Norman Shumway an der Stanford University erzielte mit ihm auch die ersten Langzeitergebnisse.

### Nebenwirkungen
Mögliche Nebenwirkungen sind Schädigung der Nieren, der Leber und des Magen-Darm-Trakts. Außerdem kann Ciclosporin zu Zahnfleischwucherung, Hirsutismus, zu Ödemen und zu Bluthochdruck führen.
Die regelmäßige Einnahme hoher Dosen von Ciclosporin, wie es bei Transplantationspatienten der Fall ist, führen zu einer Schwächung des Immunsystems. Dadurch steigt das Risiko einer Krebserkrankung signifikant an, auf das Drei- bis Fünffache der Normalbevölkerung.
Daneben besteht – ebenfalls durch die Immunsuppression bedingt – eine erhöhte Gefahr von Infektionen. Die Blutfettwerte können erhöht sein. Starke Sonneneinstrahlung ist bei Einnahme zu meiden. So schließt sich bei Einnahme aufgrund einer Hauterkrankung eine gleichzeitige Lichttherapie (UV-Bestrahlung) aus. Ciclosporin kann zu Fibroadenomen führen.

## Handelsnamen
Monopräparate
Cicloral (D, A), Immunosporin (D), Neoimmun (A), Sandimmun Optoral (D, A), Sandimmun Neoral (CH), Ikervis (D) diverse Generika (D), Besonderheit: Restasis (USA; 0,05 %, wässrige Suspension von Cyclosporin A Lösung zur Behandlung von Keratoconjunctivitis sicca, seit 2015 auch in Deutschland unter dem Namen „Ikervis“ zugelassen), Verkazia
Tiermedizin
Atopica, Cyclavance, Sporimune, Optimmune